# Déli fehérsávos-keresztespók
A déli fehérsávos-keresztespók (Aculepeira armida) a keresztespókfélék családjába tartozó, a mediterrán és nyugat-ázsiai vidékeken honos, bozótosokban, tisztásokon élő pókfaj.

## Megjelenése
A déli fehérsávos-keresztespók esetében jelentős a nemi dimorfizmus: a hím testhossza 6,8-7,2 mm, míg a nőstényé 11,6-18,3 mm között van. 
A fejtor barna. A tojásdad potroh elöl-hátul elkeskenyedik, alapszíne a vörösbarna; hátoldalán fehér-sötétbarna (fekete)-fehér sávokkal kirajzolt, megnyúlt tölgylevél- vagy lándzsahegyszerű rajzolat látható. A potroh oldalán hullámos csíkba rendeződő fehér foltok láthatók. Hasi oldala feketésbarna, kisebb sárga foltokkal. Egész teste ritkásan, fejtora sűrűn szőrös. Lábai világosbarnák, sötétbarna keresztcsíkozással.  

## Elterjedése
Dél-Európában, Észak-Afrikában, Nyugat-és Közép-Ázsiában fordul elő.   

## Életmódja
Bozótosokban, tisztásokon, ciprusligetekben él. A többi pókhoz hasonlóan ragadozó életmódot folytat. 20-30 cm átmérőjű, kör alakú hálót sző, amellyel különböző repülő rovarokat, legyeket, lepkéket, kabócákat fog el, majd mérgével megbénítja, körészőtt pókfonalakkal mozgásképtelenné teszi őket és emésztőenzimeket fecskendez a testükbe. A pók általában a háló szélénél várja, hogy a zsákmány belerepüljön a hálóba.   

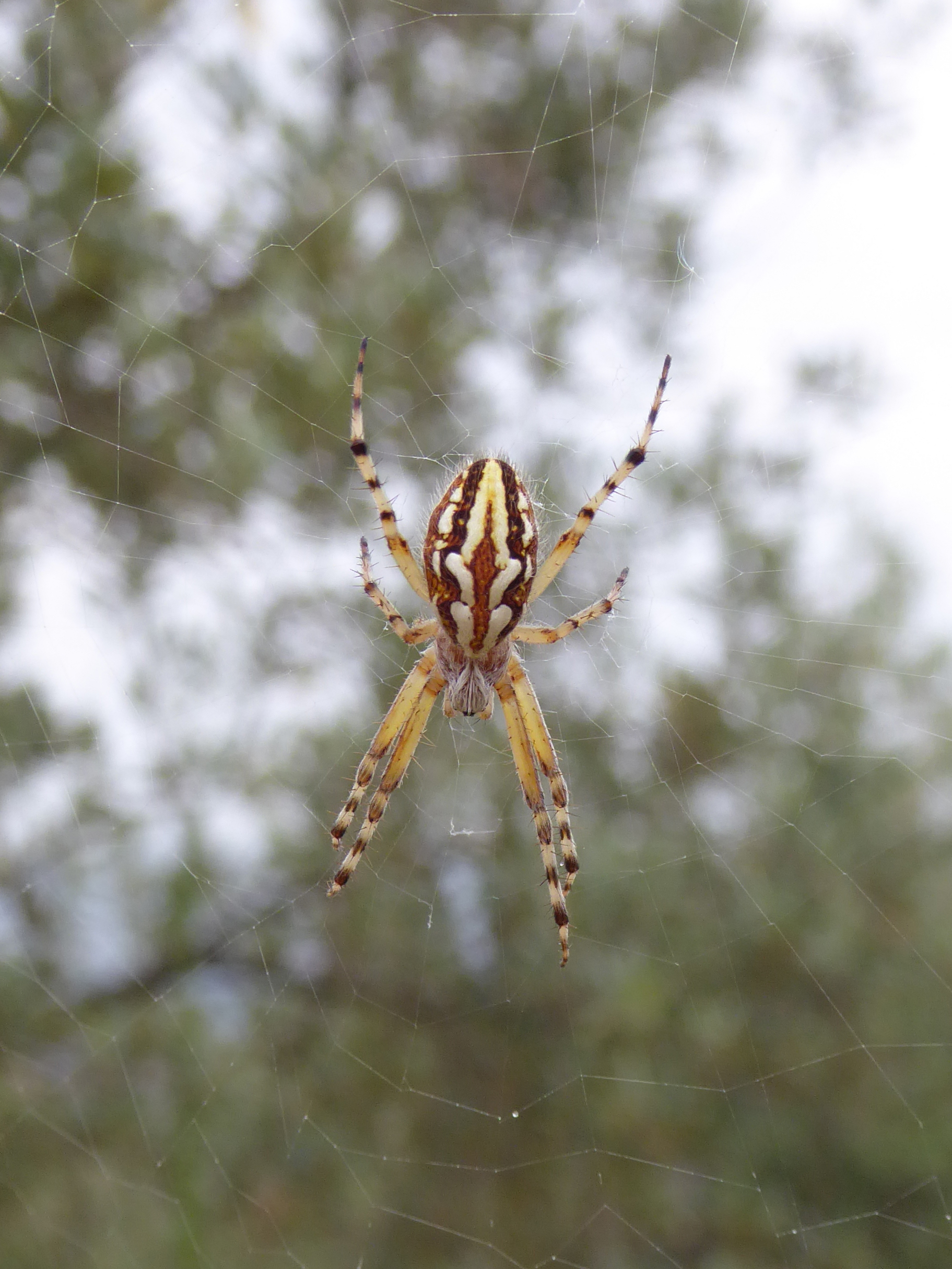
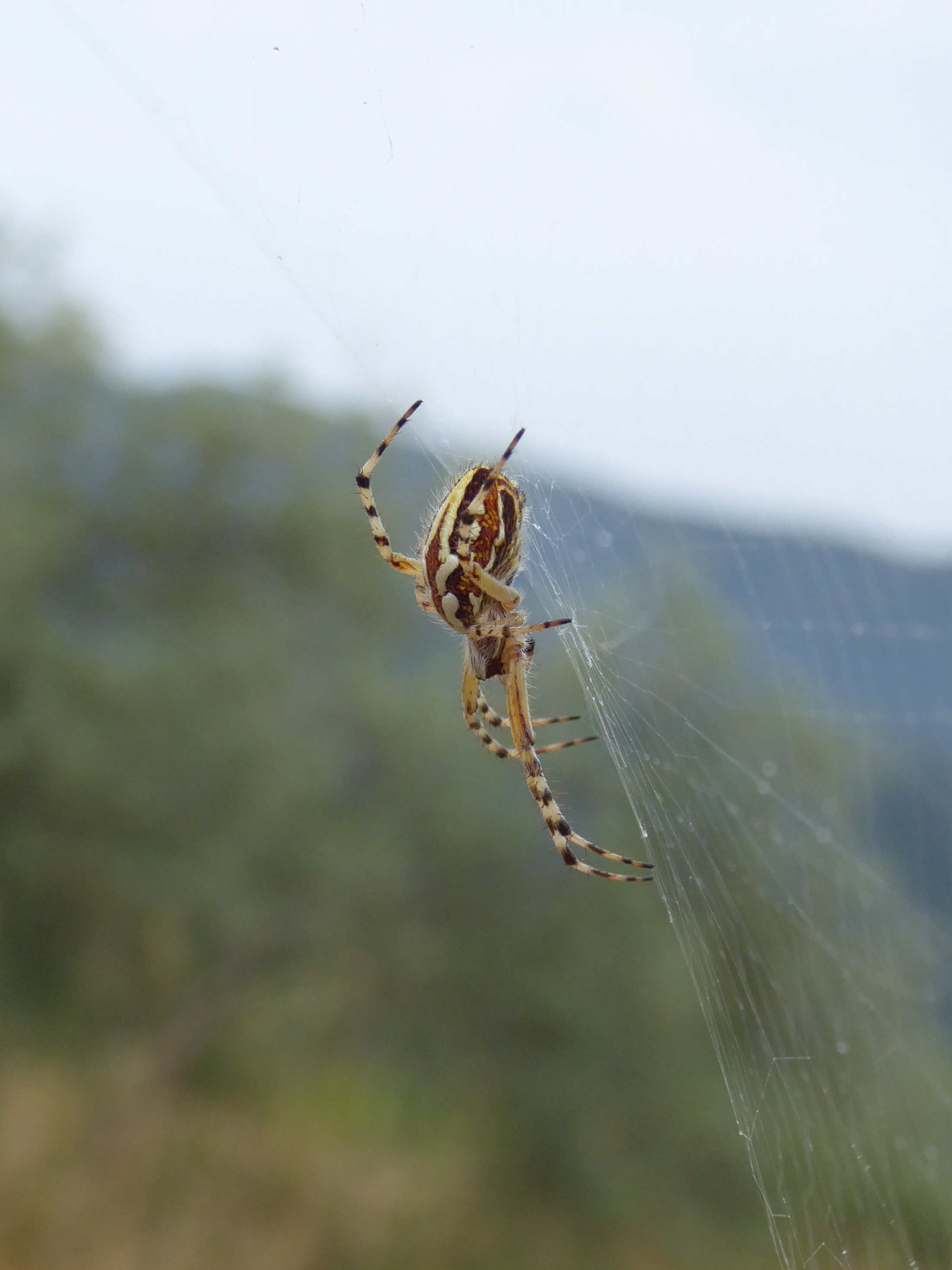
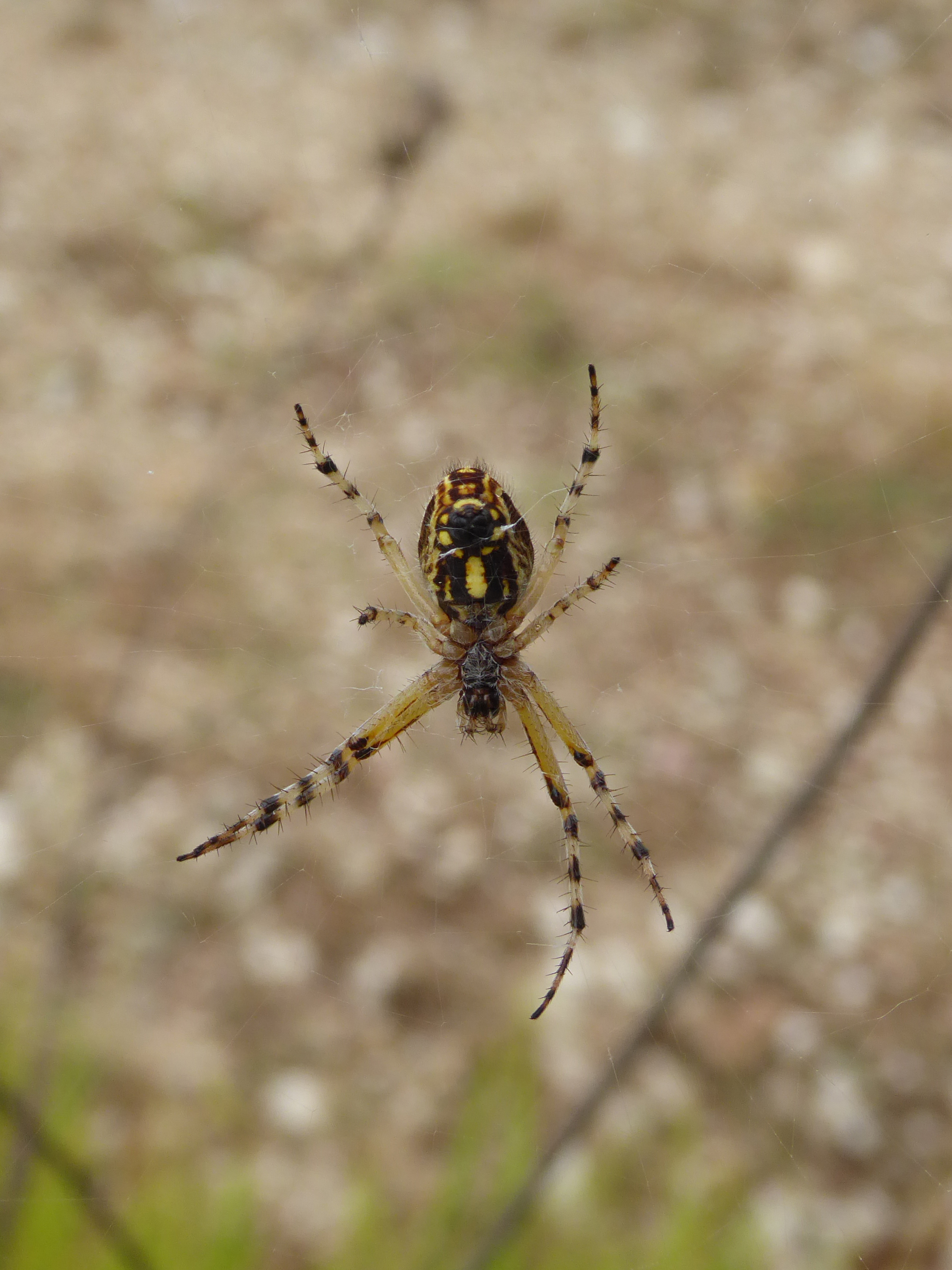
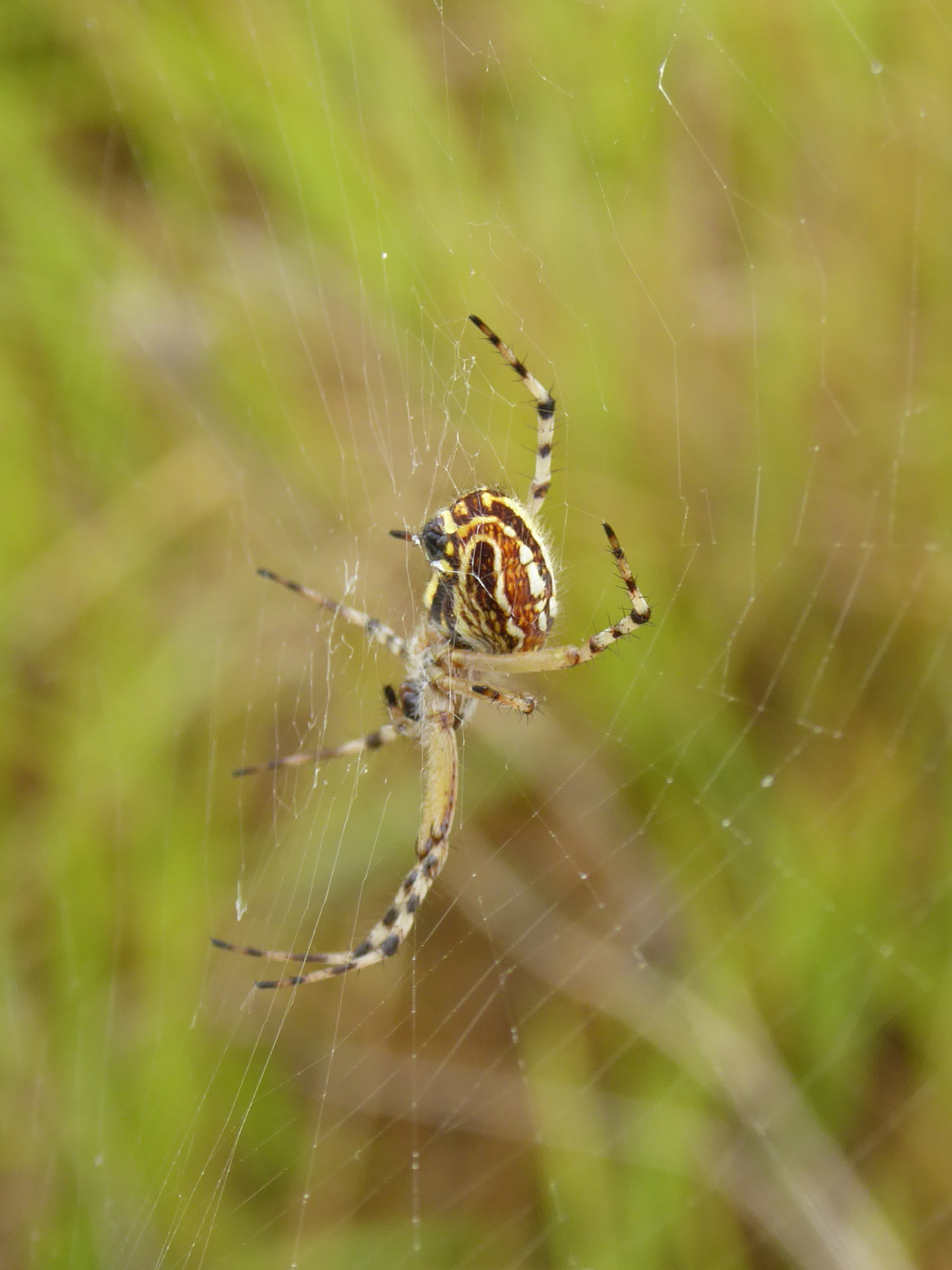
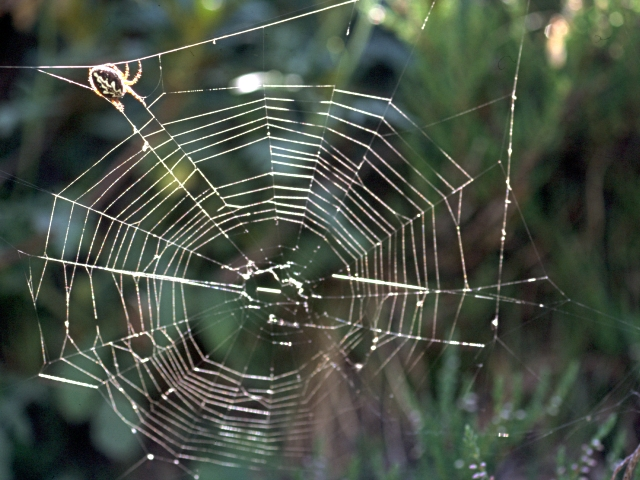